# Карр, Салли
Са́лли Карр (англ. Sally Carr, полное имя Са́ра Сеси́лия Карр, англ. Sarah Cecilia Carr; род. 28 марта 1945, Мьюирхед, Норт-Ланаркшир, Шотландия, Великобритания) — шотландская певица, получившая известность в качестве солистки поп-группы Middle of the Road.

## Биография
Родилась в семье шахтёра. Кроме Салли, у родителей будущей певицы было четверо сыновей.
Дебютировала на музыкальной сцене в составе группы The Southerners. В 1967 году вошла в постоянный состав бабблгам-поп-группы Middle of the Road. Выступая с группой в конце 1960-х — первой половине 1970-х годов, записала ряд популярных песен, в том числе международный бестселлер «Chirpy Chirpy Cheep Cheep», в июне 1971 года достигший 1-го места в национальном британском хит-параде и продержавшийся там в течение пяти недель.
В 1978 году вышла замуж за журналиста Чика Янга. 20 апреля 1980 года от этого брака родился сын Кит (англ. Keith). В 1984 году Карр и Янг расстались без официального оформления развода.
18 января 2001 года Кит и его товарищ, направлявшиеся в колледж на мотоцикле, были сбиты неожиданно выехавшим наперерез автомобилем. От травм, полученных при столкновении, Кит умер на месте.
После смерти сына Салли Карр живёт одна в собственном особняке в Ренфрушире.